# Ribnitz-Damgarten
Ribnitz-Damgarten ist eine Stadt im Landkreis Vorpommern-Rügen in Mecklenburg-Vorpommern (Deutschland). Sie ist außerdem Verwaltungssitz des gleichnamigen Amtes, dem weitere drei Gemeinden angehören. Die Stadt ist eines der 18 Mittelzentren des Landes und führt seit 2009 die Bezeichnung Bernsteinstadt vor ihrem Namen.
Historisch gehört der Stadtteil Ribnitz zu Mecklenburg, Damgarten zu Vorpommern, 1950 wurden sie zu einer Stadt vereint.

## Geografie

### Geografische Lage
Die Stadt liegt zwischen den Hansestädten Rostock und Stralsund an der Mündung des Flusses Recknitz in den Ribnitzer See (Südteil des Saaler Boddens). Östlich der Recknitz in Vorpommern liegt Damgarten und westlich des Flusses, also in Mecklenburg, liegt Ribnitz.

### Stadtgliederung
Ribnitz-Damgarten besteht aus den Stadtteilen Ribnitz und Damgarten sowie folgenden Ortsteilen:
| - Altheide - Beiershagen - Borg - Dechowshof - Freudenberg - Hirschburg | - Klein-Müritz - Klockenhagen - Körkwitz - Langendamm - Neuheide | - Neuhof - Petersdorf - Pütnitz - Tempel - Wilmshagen |

### Nachbargemeinden
An Ribnitz-Damgarten grenzen folgende Gemeinden (im Uhrzeigersinn, von Norden beginnend): Saal, Ahrenshagen-Daskow, Stadt Marlow, Gelbensande und Dierhagen.

## Geschichte

### Ribnitz (1233–1950)

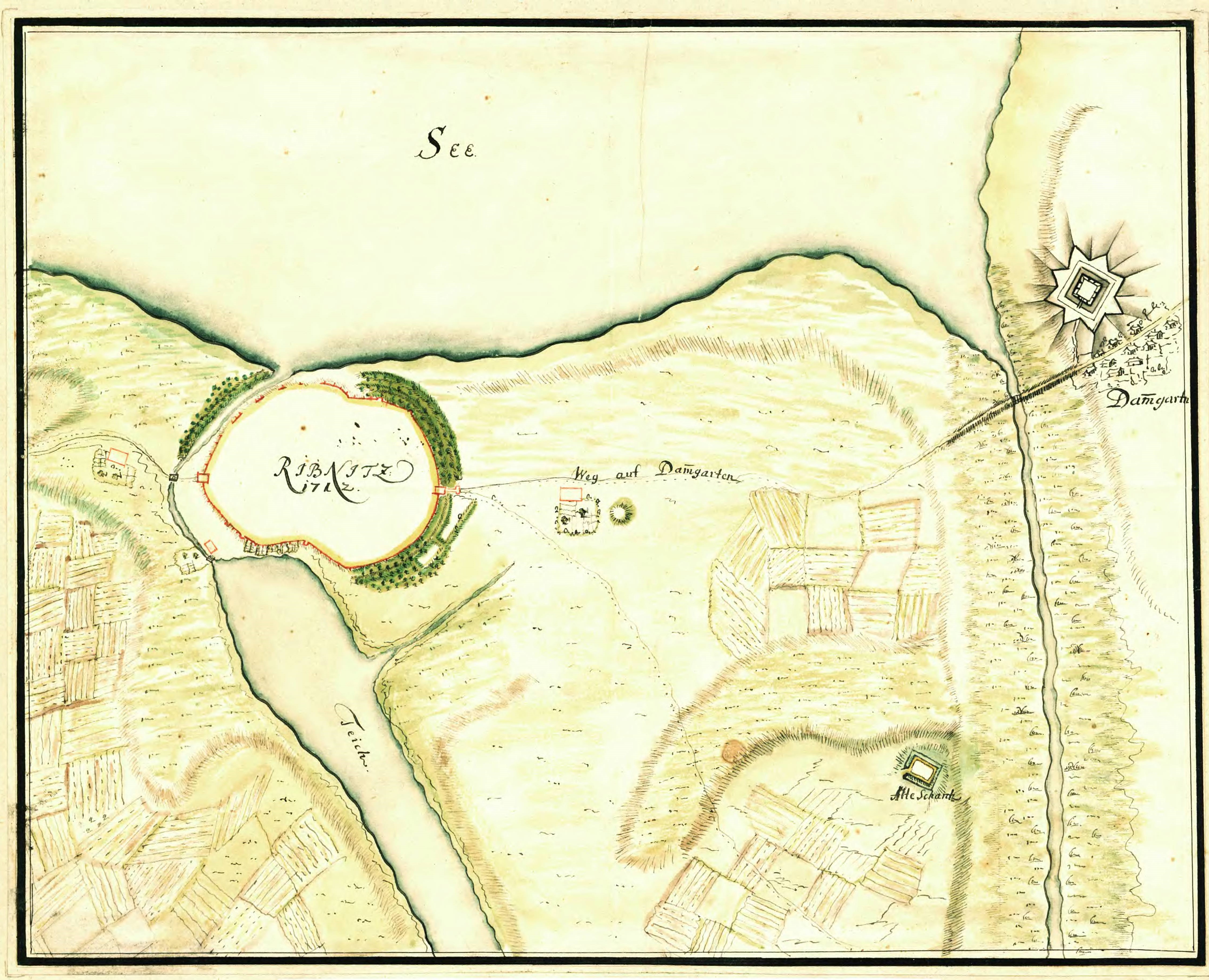
Ribnitz im Jahr 1712

Entstanden ist Ribnitz aus der Ortschaft Rybanis (slawisch ryba bedeutet „Fisch“), welche in der sumpfigen Recknitzniederung lag. Der Übergang über die Recknitz wird auch Mecklenburger Pass genannt. Auf der Ribnitzer Seite befindet sich unmittelbar am Fluss das Pass-Gehöft.
Zum Schutz des wichtigen Flussüberganges über die Recknitz ließen die mecklenburgischen Fürsten in Flussnähe um 1200 eine Burg errichten, die der Keim des späteren Ribnitzer Ortskerns wurde. Bis in das 14. Jahrhundert gehörte der Ort noch zur Herrschaft Rostock, danach zum Fürstentum, später (Groß-)Herzogtum Mecklenburg.
Ribnitz wird erstmals in einer Urkunde aus dem Jahre 1233 erwähnt. Im Jahr 1323 wurde das Klarissenkloster Ribnitz vom mecklenburgischen Fürsten Heinrich II. gegründet. Bis zum Ende des Dreißigjährigen Krieges im Jahr 1648 bildet die Recknitz zwischen Ribnitz und Damgarten die Grenze zwischen dem Herzogtum Mecklenburg und dem Herzogtum Pommern, danach bis zum Jahr 1815 zwischen Mecklenburg und Schwedisch-Pommern.
Ein weiterer wirtschaftlicher Aufschwung der Stadt Ribnitz begann 1934 unter anderem mit dem Bau kriegswichtiger Produktionsanlagen wie der Walther-Bachmann-Flugzeugbau KG.

### Damgarten (1258–1950)

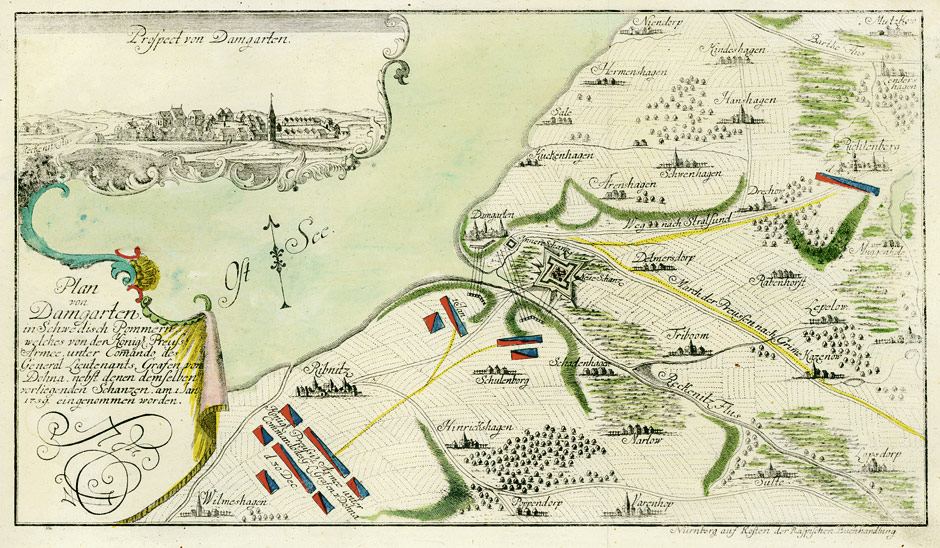
Damgarten im Jahr 1759

Entstanden ist die Stadt Damgarten aus einer Grenzburg und der daneben entstehenden Ortschaft „Damgor“ („Dam“ bedeutet „Eiche“), die östlich der sumpfigen Recknitzniederung lagen. Als Damgartener Stadtgründer gilt der Fürst Jaromar II. von Rügen. Der Übergang über die Recknitz nach Ribnitz in Mecklenburg wurde auch Mecklenburger Pass genannt. Damgarten erhielt das Lübische Recht 1258 vom Rügenfürsten Jaromar II.
Bis zum Ende des Dreißigjährigen Krieges im Jahr 1648 bildet die Recknitz zwischen Ribnitz und Damgarten die Grenze zwischen dem Herzogtum Pommern und dem Herzogtum Mecklenburg. Danach bis zum Jahr 1815 zwischen Schwedisch-Pommern und Mecklenburg. 1809 kam es beim Durchzug der Freischärler unter Major Ferdinand von Schill zu vereinzelten Scharmützeln mit den napoleontreuen mecklenburgischen Regimentern. Nach 1815 fiel Schwedisch-Pommern mit Damgarten an das Königreich Preußen und gehörte anschließend zur Provinz Pommern.
Seit 1888 verfügt Damgarten über einen Bahnanschluss an der Bahnstrecke Stralsund–Rostock. Im Jahr 1934 wurde bei Damgarten ein Fliegerhorst bei Pütnitz gebaut. Der Flugplatz Pütnitz war nach dem Zweiten Weltkrieg einer der bedeutendsten Standorte der in der DDR stationierten sowjetischen Luftstreitkräfte. Bis 1991 war die 16. Jagdfliegerdivision der Gruppe der Sowjetischen Streitkräfte in Deutschland in Damgarten stationiert.

### Ribnitz-Damgarten (1950–1990)

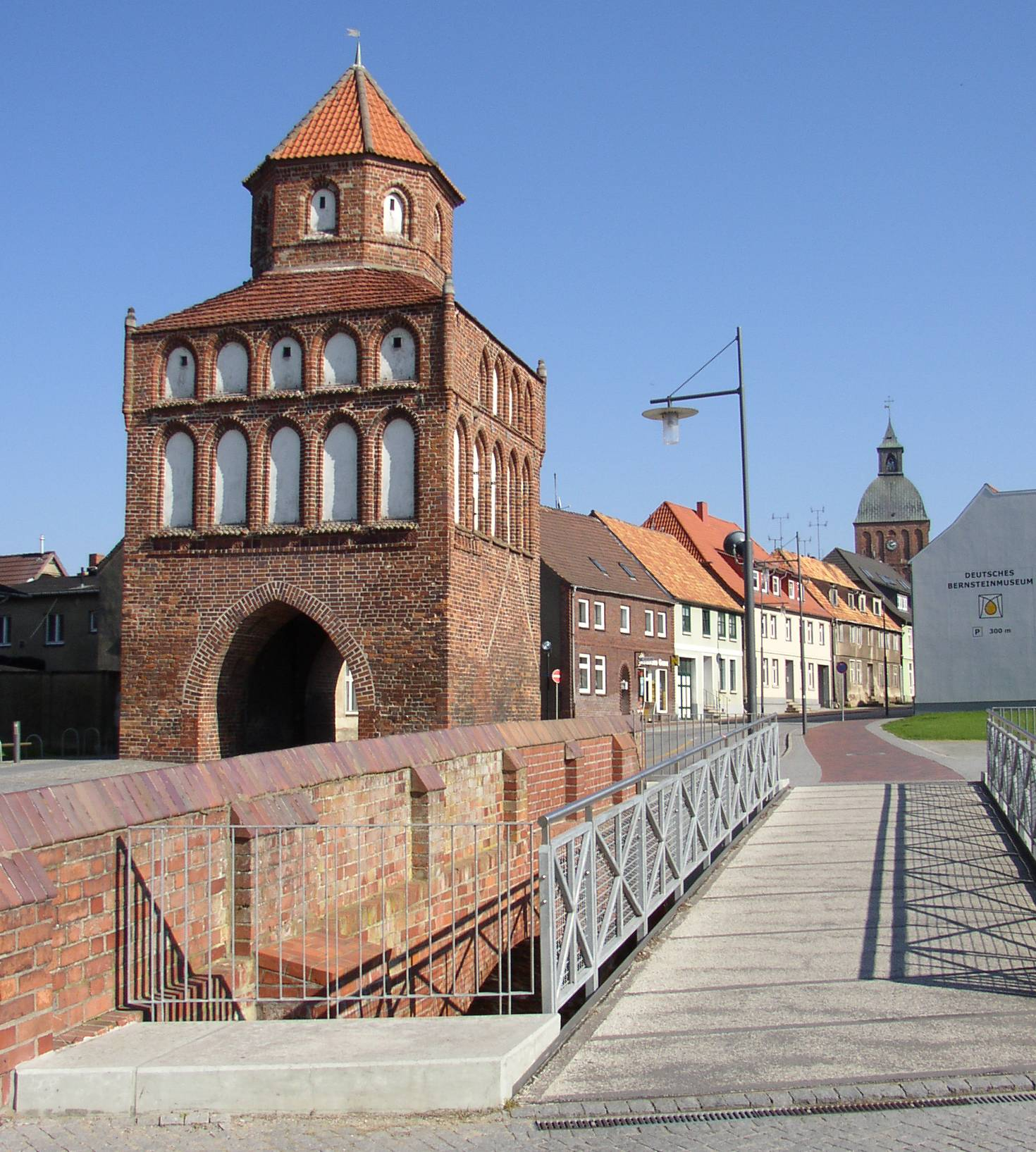
Rostocker Tor

Die Doppelstadt Ribnitz-Damgarten entstand am 1. Juli 1950 durch Zusammenlegung der beiden Städte Ribnitz (in Mecklenburg) und Damgarten (in Pommern). Beide Stadtvertretungen hatten sich gegen den Zusammenschluss der Städte ausgesprochen. Die Gemeinde Borg kam am selben Tag hinzu. Die damals Regierenden wollten jede Erinnerung an Pommern und die damit verbundene historische mecklenburgisch-pommersche Grenze auslöschen. Offiziell wurde die Notwendigkeit einer größeren Kreisstadt für den 1952 gebildeten Kreis Ribnitz-Damgarten im DDR-Bezirk Rostock vorgeschoben.
Die Recknitz bildet die natürliche Grenze zwischen Mecklenburg und Pommern. Die beiden Stadtteile Ribnitz und Damgarten werden durch die breite sumpfige Flussniederung getrennt. Der Übergang über die Recknitz wird auch Mecklenburger Pass genannt. Auf der mecklenburgischen Seite befindet sich unmittelbar am Fluss das Pass-Gehöft.

### Ribnitz-Damgarten (seit 1990)
Von 1990 bis 1994 gehörte Ribnitz-Damgarten weiterhin zum gleichnamigen Kreis, jetzt im Land Mecklenburg-Vorpommern. 1994 wurde die Stadt in den Landkreis Nordvorpommern eingegliedert. Seit der Kreisgebietsreform 2011 liegt sie im Landkreis Vorpommern-Rügen.
Nach der politischen Wende wurden ab 1991 die historischen Stadtkerne von Ribnitz mit dem Kloster und von Damgarten im Rahmen der Städtebauförderung grundlegend saniert.

## Bevölkerung
| Jahr | Einwohner |
| ---- | --------- |
| 1990 | 18.583    |
| 1995 | 17.541    |
| 2000 | 17.200    |
| 2005 | 16.795    |
| 2010 | 16.038    |
| 2015 | 15.155    |

| Jahr | Einwohner |
| ---- | --------- |
| 2020 | 15.269    |
| 2021 | 15.451    |
| 2022 | 15.721    |
| 2023 | 15.729    |

Stand: 31. Dezember des jeweiligen Jahres
Am 31. Dezember 2018 hatte Ribnitz 9956 Einwohner, Damgarten 3289 Einwohner.

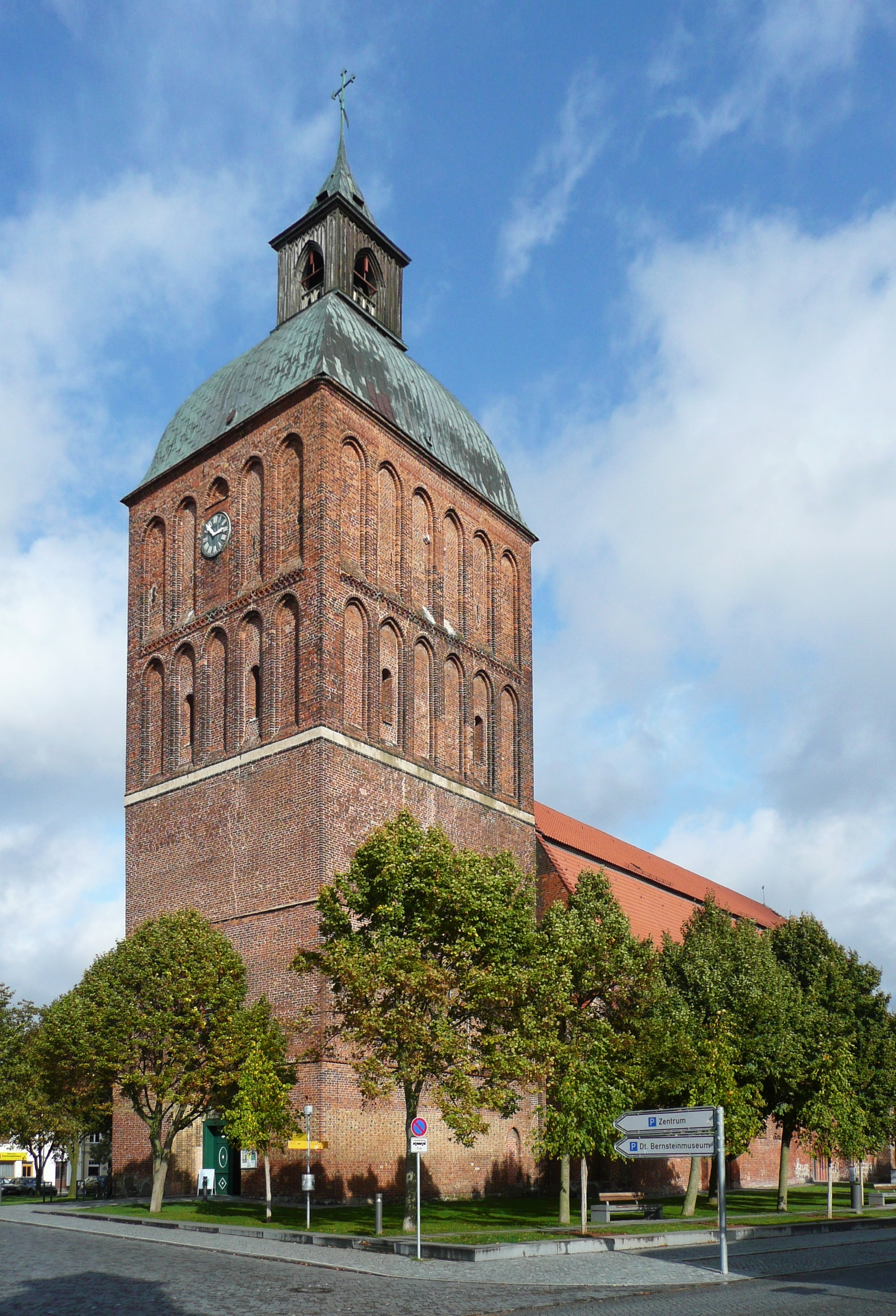
Westturm der Marienkirche in Ribnitz

## Religion
Die Region ist seit um 1535 vorwiegende evangelisch geprägt. Die Kirchgemeinde Ribnitz St. Marien gehörte zur Evangelisch-Lutherischen Landeskirche Mecklenburgs, die Kirchgemeinde St. Bartholomäus in Damgarten zur Pommerschen Evangelischen Kirche. 2009 bildete sich die gemeinsame Evangelisch-Lutherische Kirche in Norddeutschland (Nordkirche).
Weitere Kirchen sind die römisch-katholische Gemeinde mit ihrer 1985 geweihten Kirche Maria-Hilfe der Christen St. Klara sowie die neuapostolische Kirchgemeinde Ribnitz.
 
Es gibt eine Gemeinde der Zeugen Jehovas.

## Politik

### Stadtvertretung
Die Stadtvertretung von Ribnitz-Damgarten besteht entsprechend der Einwohnerzahl der Stadt aus 25 Mitgliedern. Die Kommunalwahl am 9. Juni 2024 führte bei einer Wahlbeteiligung von 61,7 % zu folgendem Ergebnis:
| Partei / Wählergruppe           | Stimmenanteil 2019 | Sitze 2019 |  | Stimmenanteil 2024 | Sitze 2024 |
| ------------------------------- | ------------------ | ---------- |  | ------------------ | ---------- |
| AfD                             | 11,8 %             | 3          |  | 22,7 %             | 6          |
| CDU                             | 28,4 %             | 7          |  | 21,9 %             | 5          |
| Die Unabhängigen                | 20,2 %             | 5          |  | 20,9 %             | 5          |
| Die Linke                       | 11,8 %             | 3          |  | 07,6 %             | 2          |
| Wählergemeinschaft Sozial (WGS) | –                  | –          |  | 07,0 %             | 2          |
| FDP                             | 07,6 %             | 2          |  | 06,6 %             | 2          |
| SPD                             | 10,4 %             | 3          |  | 05,2 %             | 1          |
| Lebenswertes Ribnitz-Damgarten  | –                  | –          |  | 05,0 %             | 1          |
| Die PARTEI                      | –                  | –          |  | 03,0 %             | 1          |
| Bürgerbündnis                   | 05,9 %             | 1          |  | –                  | –          |
| Bündnis 90/Die Grünen           | 03,9 %             | 1          |  | –                  | –          |
| Insgesamt                       | 100 %              | 25         |  | 100 %              | 25         |

### Bürgermeister
- 1990–2013: Jürgen Borbe (CDU)[12]
- 2013–2020: Frank Ilchmann (parteilos)[13]
- seit 2020: Thomas Huth (Die Unabhängigen)

Huth wurde in der Bürgermeisterstichwahl am 15. März 2020 mit 50,9 % der gültigen Stimmen für eine Amtszeit von sieben Jahren gewählt.

### Wappen
Das Wappen wurde am 27. Januar 1993 durch das Innenministerium genehmigt und unter der Nr. 64 der Wappenrolle von Mecklenburg-Vorpommern registriert.
Blasonierung: „Gespalten; vorn in Silber ein hersehendes, rot gekleidetes, gold behaartes und gekröntes Brustbild eines Mannes mit goldbesäumtem blauem Umhang, hinten in Blau ein aufgerichteter, rot gezungter goldener Greif.“
Das Wappen wurde von dem Ribnitz-Damgartener Frank Rose gestaltet.
Auf der heraldisch rechten Seite des Wappens ist der Damgartener Stadtgründer Jaromar II. von Rügen zu sehen. Der Greif auf der linken Seite ist das Wappentier der Fürsten der historischen Herrschaft Rostock, zu welcher Ribnitz gehörte. Später hatte man ein Wappen mit dem mecklenburgischen Stierkopf, flankiert von zwei Fischen, was auf den slawischen Namen Rybanis – Fischort hinweist.

### Flagge

Flagge der Bernsteinstadt Ribnitz-Damgarten

Die Flagge der Stadt Ribnitz-Damgarten ist quer zur Längsachse des Flaggentuchs von Rot – Weiß – Blau – Gelb gestreift. Der rote und der gelbe Streifen nehmen je ein Achtel, der weiße und der blaue Streifen nehmen je drei Achtel der Länge des Flaggentuchs ein. In der Mitte des weißen Streifens liegt die Figur aus dem vorderen Feld des Stadtwappens. In der Mitte des blauen Streifens liegt die Figur aus dem hinteren Feld des Stadtwappens. Die Wappenfiguren nehmen jeweils die Hälfte der Höhe des Flaggentuchs ein. Die Länge der Flagge verhält sich zur Höhe wie 3:2.

### Städtepartnerschaft
Seit 1990 pflegt Ribnitz-Damgarten eine Partnerschaft mit der niedersächsischen Hansestadt Buxtehude und seit 2008 mit der polnischen Stadt Sławno (ehemals Schlawe) in der Woiwodschaft Westpommern.

## Sehenswürdigkeiten und Kultur

### Bauwerke
Ribnitz

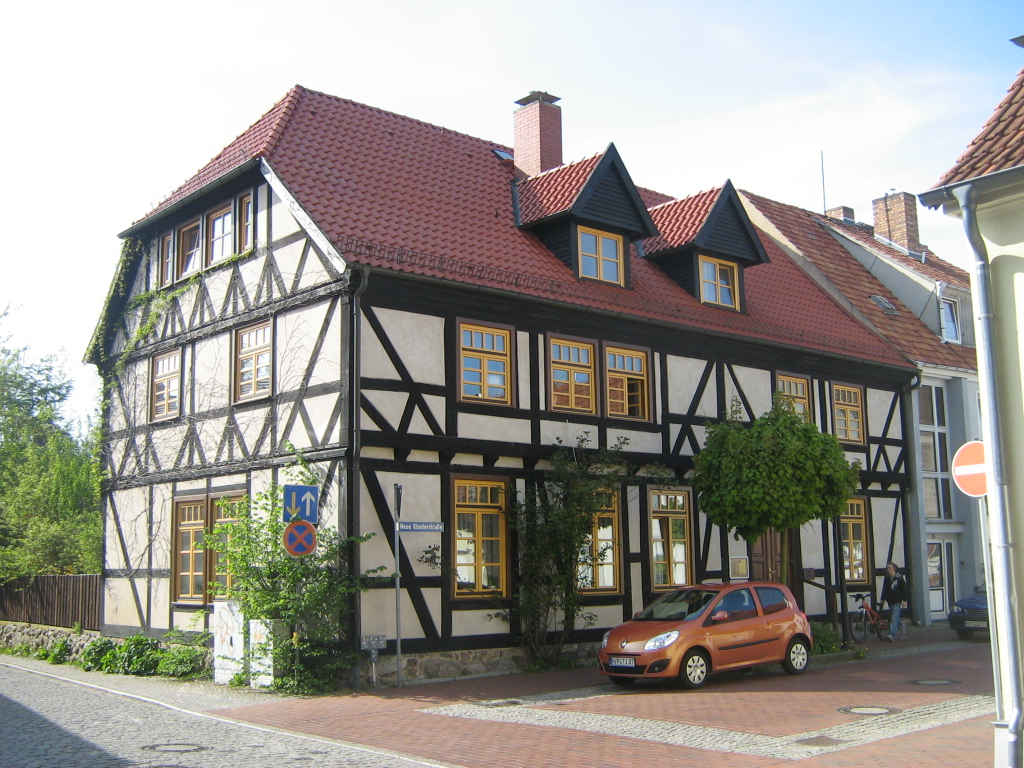
Fachwerkhaus in der Ribnitzer Altstadt

- Klarissenkloster Ribnitz von 1323/24 mit Ausstellung zur Geschichte des Klosters und späteren evangelischen adligen Damenstiftes
- Klosterkirche mit gotischer Holzplastik
- Marienkirche Ribnitz von 1233, mehrfach umgebaut
- Rostocker Tor, im 15. Jahrhundert an der Stelle eines Vorgängerbaus von 1290 errichtet
- Lange Straße mit klassizistischer Architektur
- Markt mit Bernsteinfischerbrunnen und Rathaus von 1834
- Deutsches Bernsteinmuseum im Klarissenkloster
- Freilichtmuseum Klockenhagen im Ortsteil Klockenhagen, unter anderem mit der Museumskirche
- Galerie im Kloster
- Stadtkulturhaus „Am Bleicherberg“, führt Gastspiele der niederdeutschen Bühne, Tanz, Kabarett, Konzerte, Lesungen, Diashows und Kinderveranstaltungen durch. Seit 1999 besteht das Programmkino von Filmkommunikation Mecklenburg-Vorpommern.[18]
- Skulptur Der Zirkus kommt am Seeufer

Damgarten

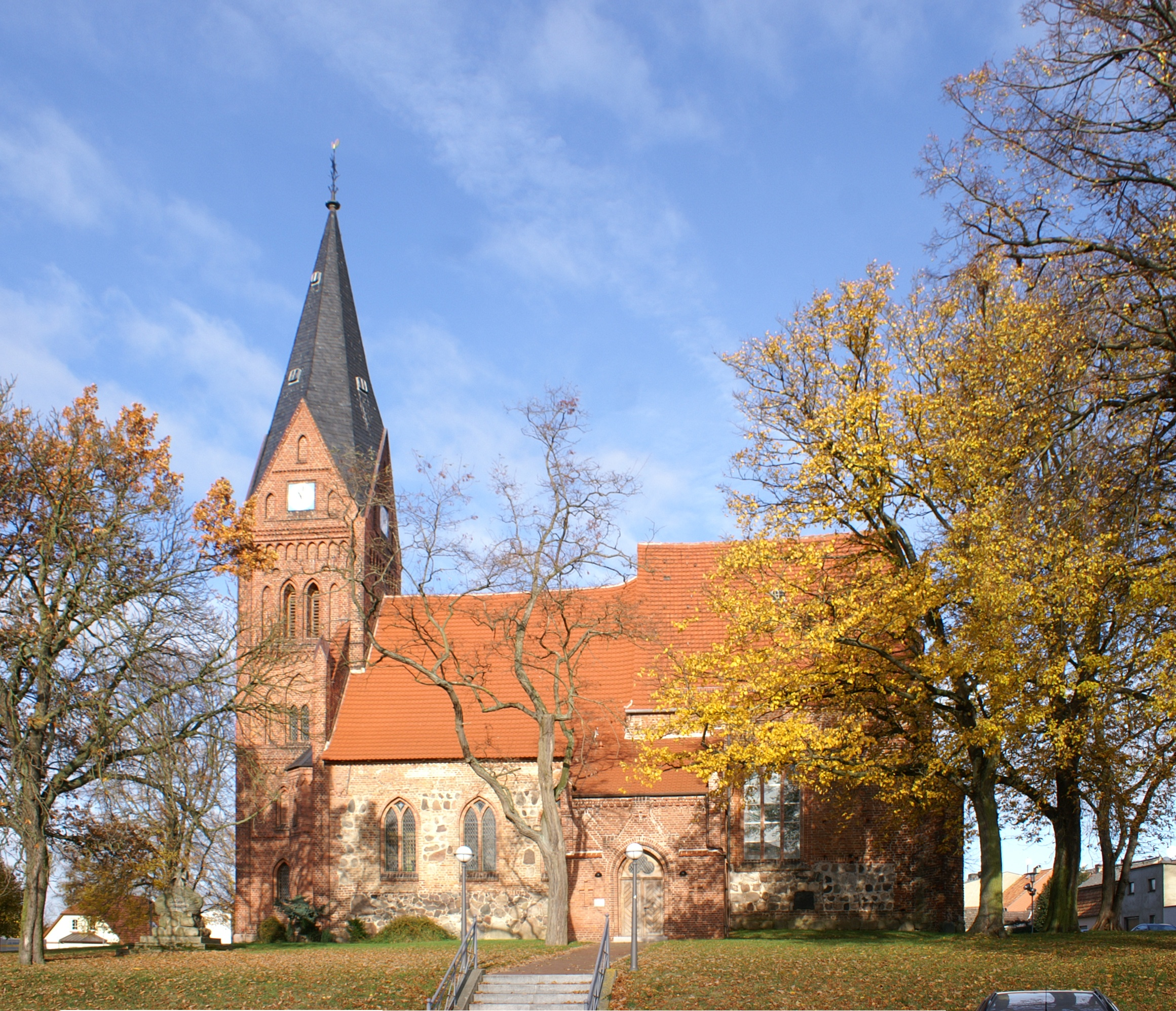
St. Bartholomäus in Damgarten

- Evangelische St.-Bartholomäuskirche aus dem 13. Jahrhundert
- Küsterhaus an der Kirche
- Bernsteinmanufaktur
- Rathaus von 1930, daneben das älteste Haus der Stadt (Schillstr. 7, ca. 1700 erbaut)
- Fachwerkhaus von 1769 in der Stralsunder Straße 29 (Matheus)
- Technikmuseum Pütnitz

Langendamm
Der sogenannte Moischenstein befindet sich im Schilfgürtel der Uferzone des südlichen Saaler Boddens. Das Flur- und Rechtsdenkmal aus dem 13. Jahrhundert war der Grenzstein zwischen Mecklenburg und Pommern. Heute besitzt der Stein für die Stadt Ribnitz-Damgarten noch eine juristische Funktion hinsichtlich des Umfangs ihrer Fischereirechte im westlichen Teil des Saaler Boddens. Neben dem heute größtenteils eingesunkenen Steinmal, dessen Oberfläche sich herzförmig zeigt, befindet sich ein Hochstand und ein imitierter Grenzpfahl.

### Mahnmale
- Gedenktafel für die verhinderte Ermordung weiblicher Häftlinge vom Todesmarsch des Außenlagers des KZ Ravensbrück im April 1945 am Rathaus
- Mahnmal für die Opfer des Faschismus von 1965 auf den Klosterwiesen vom Bildhauer Wilhelm Löber
- Erinnerungstafel für den kommunistischen Antifaschisten Hans Burmeister, der 1934 an seinen im Zuchthaus Dreibergen-Bützow erlittenen Misshandlungen starb, in der Frankenstraße. Die Tafel wurde 1974 entfernt und die Straße, die seinen Namen trug, 1991 entwidmet und in „Rostocker Straße“ umbenannt
- Granit-Obelisk zur Erinnerung an die jüdischen Opfer der Shoa auf dem Städtischen Friedhof auf dem Gelände des ehemaligen jüdischen Friedhofs
- Drei Stolpersteine im Ortsteil Ribnitz (seit August 2011) → Liste der Stolpersteine in Ribnitz-Damgarten

## Wirtschaft und Infrastruktur

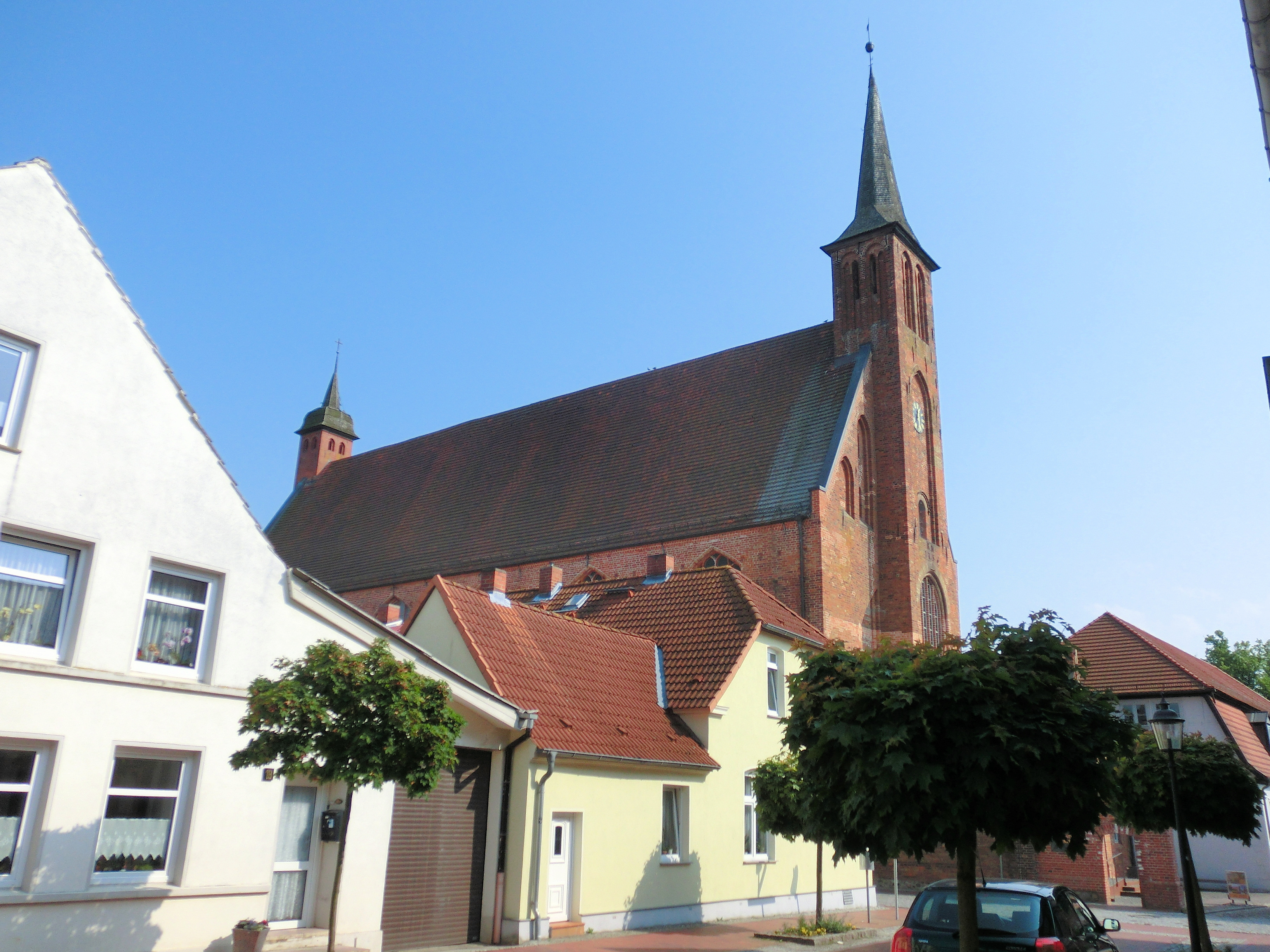
Deutsches Bernsteinmuseum

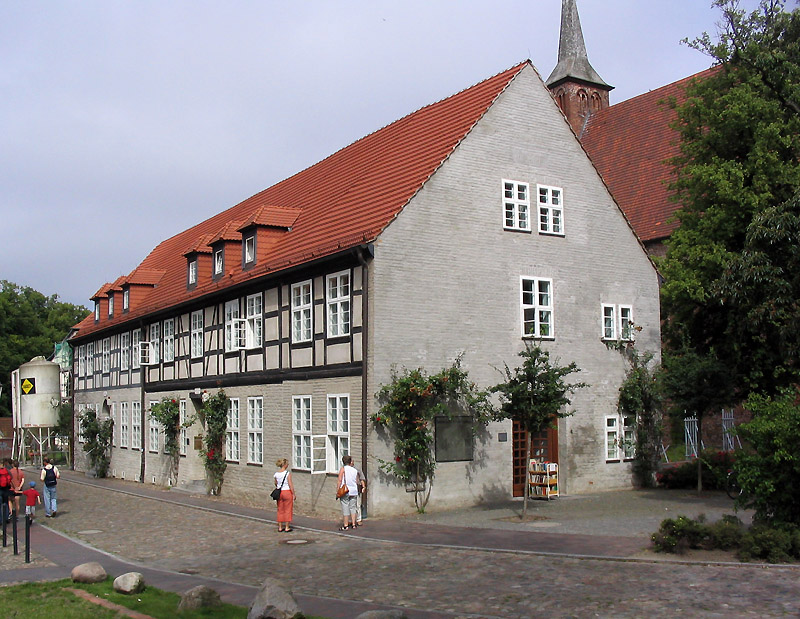
Stadtarchiv (links) und Stadtbibliothek (rechts)

### Tourismus
Seit dem 28. April 2009 trägt die Stadt die offizielle Bezeichnung „Bernsteinstadt“, vor allem wegen des im Stadtteil Ribnitz liegenden ehemaligen VEB Ostseeschmuck, des Deutschen Bernsteinmuseums und der im Stadtteil Damgarten gelegenen Bernstein-Schaumanufaktur. Neben zahlreichen Geschäften, die Bernsteinprodukte anbieten, ist der Beiname „Bernsteinstadt“ aber auch als regionaler Bezug auf die etwa 10 km entfernt liegende Ostsee zu werten. Die Stadt bezeichnet sich auch als „Tor zum Fischland“, da sie das letzte Mittelzentrum auf dem Weg zur Ostsee-Halbinsel Fischland-Darß-Zingst ist. Bis 1948 gab es in Ribnitz den patentrechtlich geschützten „Fischland-Schmuck“. Es handelt sich um mit Meeresmotiven (Fische, Seesterne etc.) verzierte Silberarbeiten, denen ausgesuchte, polierte Bernsteine eingesetzt sind. Der Betrieb wurde 1948 verstaatlicht, nahm die Produktion mitsamt der Markenrechte jedoch in Lübeck, später Travemünde, wieder auf. Seither wird der Schmuck von der Ostseeküste als Ostsee-Schmuck bezeichnet.
Seit 2013 führt Ribnitz-Damgarten den Titel „Staatlich anerkannter Erholungsort“.

### Verkehr
Straße
Ribnitz-Damgarten liegt am Abschnitt Rostock – Stralsund der Bundesstraße B 105. Damgarten und seit dem 2. November 2004 auch Ribnitz werden auf Ortsumgehungen umfahren. Auch die Landesstraßen L 22 von Graal-Müritz nach Franzburg, die L 181 nach Marlow und die L 191 nach Sanitz führen durch die Stadt.
Die nächstgelegenen Autobahnanschlussstellen sind Sanitz an der A 20 und Rostock-Ost an der A 19.
Bahn

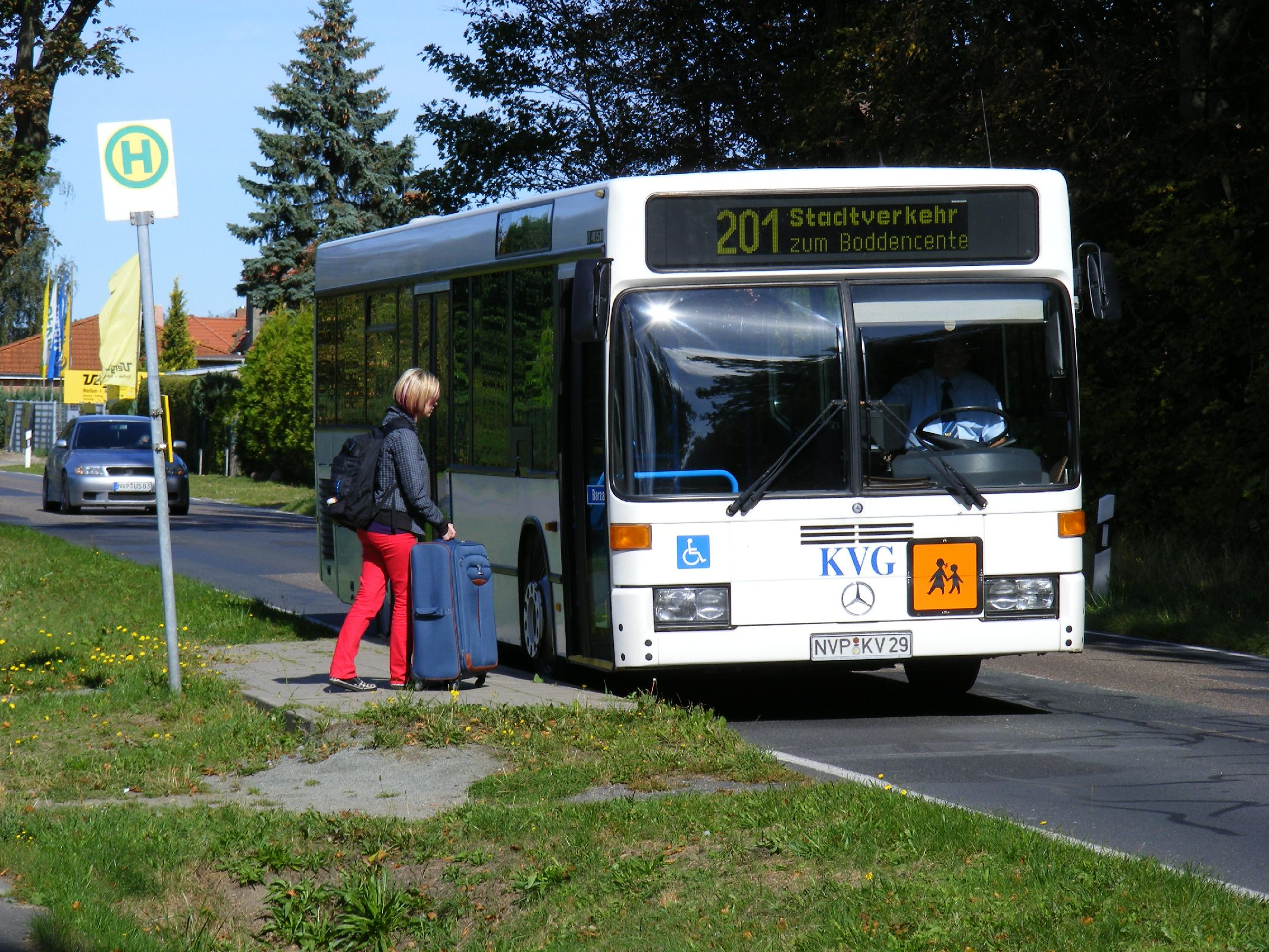
Stadtbusverkehr Ribnitz-Damgarten

Mit den Bahnhöfen Ribnitz-Damgarten West und Ribnitz-Damgarten Ost ist die Stadt an die Bahnstrecke Stralsund–Rostock angeschlossen. An beiden Bahnhöfen fahren alle zwei Stunden Züge der von der ODEG betriebenen Regional-Express-Linie RE 9 (Rostock – Sassnitz/Ostseebad Binz). Am Westbahnhof halten außerdem einzelne ICE-Züge von DB Fernverkehr auf der Linie 26 Karlsruhe – Frankfurt (Main) – Hamburg – Stralsund.
Zwischen 1895 und 1965 fuhren vom Bahnhof Damgarten die Züge der private Bahngesellschaft Franzburger Kreisbahnen (FKB) auf der Schmalspurbahnstrecke über Barth nach Stralsund. Weitere Stationen in Damgarten lagen am Hafen und am Stadtwald. Die ehemalige Bahntrasse parallel zum Templer Bach und im Norden von Damgarten neben der Saaler Chaussee wird heute als Radweg genutzt und ist noch gut erkennbar.
Bus
Den Busverkehr in der Region organisiert die Verkehrsgesellschaft Vorpommern-Rügen. Im innerstädtischen ÖPNV verkehrt täglich die Stadtbuslinie 201 von Damgarten nach Ribnitz (Drei Linden). Die Buslinie ist dabei am Bahnhof Ribnitz-Damgarten West mit den Zügen der Deutschen Bahn verknüpft und erschließt neben Damgarten auch die Boddenklinik, die Ribnitzer Innenstadt und die Wohngebiete im Ribnitzer Westen. Der Bahnhof Ribnitz-Damgarten Ost wird vom Stadtverkehr nicht bedient.
Von Bedeutung sind auch die Buslinien 202 nach Graal-Müritz und 210 über Dierhagen, Wustrow, Ahrenshoop, Born, Wieck, Prerow, Zingst nach Barth. Während des Sommerfahrplans (Mai - Oktober) führen die Busse der Linie 210 auch Fahrradanhänger mit.

### Bildung
Im Ortsteil Damgarten befindet sich das nach dem Volkskundler Richard Wossidlo benannte Richard-Wossidlo-Gymnasium.
Des Weiteren gibt es folgende Schulen und Weiterbildungseinrichtungen:
- Theodor Bauermeister Schule (Grundschule | Schule in Ganztagsform mit Hort)[22]
- bernsteinSchule (Grundschule und Regionale Schule | Grundschule mit Hort und Regionale Schule für die Klassen 5–10)[23]
- Löwenzahn-Schule (Grundschule | Evangelische Grundschule mit angeschlossenem Hort)[24]
- Rudolf Harbig Schule (Regionale Schule)
- Rosenhofschule (Förderschule | Schule mit Förderschwerpunkt geistige Entwicklung)
- Förderzentrum Johann Heinrich Pestalozzi (Förderschule | Förderschule in den Klassenstufen 3–9)
- Berufsschule Ribnitz-Damgarten (Regionales Berufliches Bildungszentrum)[25]
- Kreisvolkshochschule des Landkreises[26]
- Musikschule[27]

Darüber hinaus gibt es im Amtsbereich Ribnitz-Damgarten noch die Recknitz-Grundschule (Grundschule | Umweltschule in Europa mit Hort) in Ahrenshagen.

### Sport
In der Stadt Ribnitz-Damgarten gibt es die folgenden Sportvereine und -gruppen:
- Anglerverein „Am Schusterwall“
- Damgartener Schützengilde 1562 e. V.[29]
- FC Gelb-Blau Damgarten e. V.
- Leichtathletikverein Ribnitz-Damgarten/Sanitz e. V.[30]
- Polizeisportverein Ribnitz-Damgarten e. V.[31][32][33]
- Ribnitzer Sportverein 1919 e. V.[34]
- Schützenverein „Ribnitzer Greif“ e. V.[35]
- Segel-Club Ribnitz e. V.[36]
- Sportanglerverein Damgarten e. V.[37]
- SV Blau-Weiß Ostsee-Schmuck e. V.[38]
- Verein für Fitness und Bewegung 04 e. V.
- Wassersportgemeinschaft „Am Bodden“ Langendamm e. V.
- Wassersportgemeinschaft „Gänsewiese“ e. V.

## Persönlichkeiten
Zu Persönlichkeiten der früheren Städte vor deren Zusammenschluss von 1950 siehe bei den Stadtteilen.
Söhne und Töchter der Stadt
- Ingo Barz (* 1951), Liedermacher
- Margrit Grabas (* 1953), Wirtschaftshistorikerin
- Eckhardt Rehberg (* 1954), Politiker (CDU)
- Heike Schroetter (* 1956), Schauspielerin und Synchronsprecherin
- Karsten Meyer (1965–2018), Schauspieler, Regisseur und Musiker
- Susann Wippermann (* 1971), Politikerin (SPD)
- Kerstin Mieth (* 1972), Politikerin (Die Linke)
- Julia Porath (* 1986), Radiomoderatorin
- Hannes Schumacher (* 1987), Schauspieler
- Marcel Kunstmann (* 1988), Fußballspieler
- Franziska Hagemann (* 1989), Fußballspielerin
- Benjamin Hinz (* 1989), Handballspieler
- Anne Hubinger (* 1993), Handballspielerin
- Michel-Friedrich Schiefler (* 1995), Politiker (SPD), Abgeordneter des Landtags von Mecklenburg-Vorpommern
- Max Sprang (* 2000), Fußballspieler
- Vanessa Plümer (* 2000), Handballspielerin
- Roy Krupnikas (* 2006), Basketballspieler

## Dokumentarfilm
- 1989: Ribnitz-Damgarten (DEFA-Dokumentarfilm, Regie: Alfons Machalz)[39]